# Джаррах, Зияд-Самир
Зияд-Самир Джаррах (араб. زياد سمير جراح‎; 11 мая 1975, Бейрут, Ливан — 11 сентября 2001, Шанксвилл, Сомерсет, Пенсильвания, США) — террорист-смертник и авиаугонщик ливанского происхождения, связанный с Аль-Каидой. Один из 19 исполнителей терактов 11 сентября 2001 года. Лидер четырёх угонщиков, захвативших самолёт Boeing 757-222 рейса United Airlines 93, разбившийся в Пенсильвании. Пилотировал захваченный лайнер.

## Биография

### Ранние годы
Зияд-Самир Джаррах родился 11 мая 1975 года в городе Бейрут (столица Ливана). Был единственным ребёнком в семье. Вырос в рабочем квартале города, там же посещал школу. Воспитывался в богатой и светской мусульманской семье. Отец Самир Джаррах работал инспектором социальных служб в ливанском правительстве, мать была учительницей в начальных классах. Родители были мусульманами-суннитами и в то же время вели светский образ жизни.
Почти каждые выходные родители Зияда отвозили его из Бейрута, разрушенного осадой в 1982 году, в деревню Эль-Мардж в долине Бекаа, где он играл со своим двоюродным братом Салимом (Зияд и Салим были почти ровесниками, родились с разницей в 40 дней). Семья и друзья вспоминают Джарраха, как тихого, избалованного и немного ленивого молодого человека, который не проявлял каких-либо религиозных и политических убеждений. Семья также утверждает, что несмотря на войну в Ливане 1982 года, он был ограждён от трудностей и не интересовался политикой.
По словам Махмуда Али (предприниматель спортивного клуба в Дюссельдорфе, являвшийся другом семьи Джарраха и разговаривавший с ним последний раз в июле 2001 года), его семья была самой влиятельной в Эль-Мардже. В неё входили дядя Зияда по отцовской линии Джамал Джаррах (род. 1956), на тот момент являвшийся банкиром (в настоящее время является депутатом ливанского парламента, с 2016 года министр телекоммуникаций (до 2019 года) и член политической партии Future Movement), и отец его двоюродного брата Салима Гази Джаррах, также как и отец Зияда являвшийся высокопоставленным чиновником в ливанском правительстве.
Зияд Джаррах учился в частных христианских школах. Окончил Французскую среднюю школу, где свободно владел французским и английским языками.
В детстве хотел стать пилотом, но его семья была против этого. «Я не позволил ему стать пилотом. У меня только один сын, и я боялся, что он разобьётся», – сказал Самир Джаррах в интервью Нью-Йоркской газете The Wall Street Journal спустя неделю после терактов.
Есть информация, что двое двоюродных братьев Зияда Али и Юсеф были признаны виновными в шпионаже в пользу Израиля. Согласно статье в газете «The New York Times», опубликованной в феврале 2009 года, Али и Зияд, судя по всему, не были знакомы друг с другом и имели разницу в возрасте 16 лет. В статье другой газеты «Los Angeles Times» от 23 октября 2001 года говорится, что они напротив контактировали друг с другом, поскольку Али является старшим братом Салима, с которым Зияд в детстве проводил много времени. По имеющейся информации, Али Джаррах был шпионом Израиля примерно с 1983 года и мог завербовать своего брата Юсефа и двоюродного брата Зияда.
С 1995 по 1996 годы на имя Зияда Джарраха была арендована квартира в Бруклине. Хозяева опознали Джарраха по фотографии, предъявленной ФБР, хотя семья террориста настаивает на том, что в это время он находился в Бейруте.

### Германия
4 апреля 1996 года Зияд Джаррах вместе со своим двоюродным братом Салимом покинул Ливан и переехал в Германию для получения образования. После прибытия они проживали в одной квартире и проходили курс обучения на немецком языке в Университете Грайфсвальда. Данный курс был необходим для иностранцев, обучавшихся в Германии, но незнавших немецкий язык.
Самир Джаррах попросил Махмуда Али помогать им. По словам Али, Зияд никогда не просил денег, только воспользоваться связями Али в туристическом агентстве, чтобы купить дешёвые авиабилеты. В остальном он обходился теми 700 долларами в месяц, которые присылали родители.
Кузен Зияда Салим Джаррах, находясь в Германии, впоследствии женился. В семье родилась дочь. Он также стал владельцем ресторана в Грайфсвальде.
При переезде в Германию Джаррах не придерживался радикальных убеждений. Он знал, где в Бейруте проходят лучшие дискотеки и пляжные вечеринки, а в Грайфсвальде любил посещать студенческие вечеринки и пить пиво. Посещение им мечетей сократилось.
В том же году Зияд Джаррах познакомился с Айзель Шенгюн, дочерью турецких иммигрантов, готовившейся изучать стоматологию. Джаррах и Шенгюн стали хорошими друзьями, встречались и недолго жили вместе, что в свою очередь раздражало его более религиозных друзей.
Свидетели, опрошенные немецкими властями после терактов 11 сентября, вспоминали, что Джаррах стал проявлять признаки радикализации в конце 1996 года. После поездки на родину в Ливан стал строже следовать Корану. Он читал брошюры на арабском языке о джихаде, рассуждал с друзьями о священной войне и заявлял о своём недовольстве прежней жизнью и желании не покидать этот мир «естественным путём».
В сентябре 1997 года Джаррах покинул университет Грайфсвальда, сменив специальность со стоматологии на авиастроение, которое стал изучать в Университете прикладных наук в Гамбурге. Своей девушке Шенгюн он объяснил своё решение тем, что интересовался авиацией с тех пор, как в детстве играл с игрушечными самолётиками. Параллельно, в соседнем городе Вольфсбург, работал в покрасочном цехе компании Volkswagen.
Осенью того же года Джаррах перебрался в Гамбург и стал навещать Шенгюн в Грайфсвальде по выходным, пока в 1999 году она не переехала в город Бохум, чтобы изучать стоматологию. В Гамбурге сменил несколько мест жительства. Примерно в то же время Джаррах стал более религиозным, а его визиты к Шенгюн происходили всё реже. Он стал критиковать её за недостаточную религиозность и слишком вызывающую одежду.
Айзель Шенгюн жаловалась друзьям, в том числе Махмуду Али, что Джаррах стал более консервативным и ревнивым. Али отверг версию полиции и немецких СМИ о том, что Джаррах стал фундаменталистом, объяснив его поведение тем, что арабы очень ревностно относятся к своим женщинам.
Джаррах отрастил бороду и начал регулярно молиться. Он отказался познакомить Шенгюн со своими друзьями из Гамбурга, потому что, по его словам, они были религиозными мусульманами, и его смущал её отказ стать более набожной. В 1999 году Джаррах сказал Шенгюн, что планирует совершить джихад, потому что нет большей чести, чем умереть за Аллаха. Психологическое преображение Джарраха приводило его к ссорам с Шенгюн, но, несмотря на это, после расставаний они всё равно мирились.
Жительница Гамбурга по имени Розмари Канель, у которой Джаррах снимал квартиру, вспоминает его как тихого и вежливого жильца, который приводил мало гостей, а по ночам занимался или смотрел телевизор. Канель также нарисовала его портрет, который Джаррах подарил матери в декабре 1997 года.
Во время учёбы в Гамбурге познакомился с Мухаммедом Аттой, Марваном аш-Шеххи и Рамзи бин аль-Шибхом, которые также там учились. Согласно отчёту Комиссии 9/11, Зияд Джаррах был членом «гамбургской ячейки», в которую также входили Атта, аш-Шеххи и аль-Шибх.
Джаррах не жил ни с кем из членов этой ячейки, встречался с ними только один раз: 9 октября 1999 года в суннитской мечети Аль-Кудс в Гамбурге (регулярно посещал данную мечеть с конца 1997 года и именно там подружился с аль-Шибхом) на свадьбе Саида Бахаджи, который, предположительно, тоже входил в эту ячейку и проживал с Аттой, аш-Шеххи и аль-Шибхом. Джаррах и аш-Шеххи были сняты на видео во время этой свадьбы.
Среди прихожан в мечети Аль-Кудс был исламист Мухаммед Хайдар Заммар, воевавший в Афганистане, хорошо известный в мусульманской общине и в 1998 году уже находившийся в поле зрения немецкой разведки. Один из свидетелей сообщил, что видел, как Заммар давил на аль-Шибха, чтобы тот выполнил свой долг и вёл джихад. Сам Заммар утверждал, что повлиял на остальную часть «гамбургской ячейки». В 1998 году призвал их принять участие в джихаде и отправиться в Афганистан.
Согласно отчёту Комиссии 9/11, благодаря убеждениям Заммара, Атта, аш-Шеххи, Джаррах и аль-Шибх подготовились к воплощению своих экстремистских убеждений в действия. К концу 1999 года они были готовы оставить учёбу в Германии и начать вести джихад. Они стали основными членами группы радикальных мусульман, которые встречались в квартире на улице Мариенштрассе, 54, в Гамбургском районе Харбург (в которой проживали Атта, аш-Шеххи, аль-Шибх и Бахаджи) 3–4 раза в неделю и проводили антиамериканские дискуссии. В течение 1999 года данная группа стала вести себя более радикально и скрытно, общаясь только на арабском языке, чтобы скрыть содержания своих разговоров. Заммар был частым гостем на квартире членов «гамбургской ячейки». Он пользовался уважением благодаря своим международным связям.

### Начало подготовки к терактам
В 1999 году Мухаммед Атта, Марван аш-Шеххи, Зияд Джаррах и Рамзи бин аль-Шибх решили отправиться в Чечню, чтобы воевать против российских солдат. По словам аль-Шибха, случайная встреча в Германии заставила их изменить планы и отправиться в Афганистан. К аш-Шеххи и аль-Шибху подошёл человек по имени Халид аль-Масри и завёл разговор о джихаде в Чечне.
Позже, когда они позвонили Масри, он посоветовал им связаться с человеком по имени Абу Мусар в Дуйсбурге, которым оказался агент Аль-Каиды Мохамеду Ульд Слахи (к тому времени он уже был известен американской и немецкой разведкам, но они, по всей видимости, не знали о его нахождении в Германии). Слахи пригласил аш-Шеххи и аль-Шибха к себе в Дуйсбург, куда они прибыли вместе с Джаррахом. Слахи объяснил им, что добраться до Чечни довольно сложно, и предложил пройти подготовку к джихаду в Афганистане, прежде чем отправиться в Чечню. Слахи поручил им получить пакистанские визы, а затем обратиться к нему за дальнейшими указаниями о том, как добраться до Афганистана. Хотя Атта не присутствовал на встрече, он присоединился к плану вместе с аш-Шеххи, Джаррахом и аль-Шибхом.
После получения необходимых виз, Слахи дал им последние указания о том, как добраться до Карачи, а затем до Кветты, где им предстояло связаться с человеком по имени Умар аль-Масри в офисе Талибана. Мунир эль-Мотассадек (предполагаемый член «гамбургской ячейки», ранее проживавший в квартире с Аттой) предложил Джарраху присмотреть за Айзель Шенгюн, пока он будет находиться в Афганистане.
Зияд Джаррах и Мухаммед Атта покинули Гамбург и направились в Карачи в конце ноября 1999 года (Марван аш-Шеххи отправился в Афганистан приблизительно в то же время). Рамзи бин аль-Шибх прибыл туда через 2 недели после них. К моменту его прибытия в Кандагар Джаррах, также как и Атта и аш-Шеххи, уже присягнул на верность Усаме бен Ладену (после присяги аш-Шеххи, также до прибытия аль-Шибха в Афганистан, уехал оттуда).
Затем Атта, Джаррах и аль-Шибх встретились с Мухаммедом Атефом (военачальник Аль-Каиды, убитый в ноябре 2001 года в результате бомбардировки в Афганистане), который сообщил им о предстоящей сверхсекретной миссии, затем, по словам аль-Шибха, поручил им вернуться в Германию и пройти лётную подготовку. Они также узнали, что в предстоящей атаке будет участвовать Наваф аль-Хазми.
1 октября 2006 года британская газета «The Times» опубликовала видеозапись, снятую 18 января 2000 года, предположительно, в лагере Аль-Каиды близ Кандагара. На ней запечатлены Зияд Джаррах и Мухаммед Атта с бородами, зачитывающие свои завещания. Запись не имеет звукового сопровождения. В период подготовки к атакам Джаррах получил имя Абу Тарик.
31 января 2000 года Зияд Джаррах вернулся в Германию. После прохождения тренировки в Афганистане и возвращения в Гамбург он, также как и Мухаммед Атта и Марван аш-Шеххи, изменил свою внешность и поведение, чтобы не показывать свой радикализм, в частности, сбрил бороду и дистанцировался от других экстремистов, чтобы не привлекать внимание властей. Джаррах стал вести более светский образ жизни, скрывая своё увлечение радикализмом. По словам Шенгюн, он стал вести себя также, как во время их знакомства.
Усилия Джарраха казаться менее радикальным не помогли ему скрыть свою психологическую трансформацию от семьи, которая всё больше беспокоилась из-за его фанатизма. Вскоре после его возвращения в Германию отец обратился к его двоюродному брату с просьбой о заступничестве. Попытки кузена убедить его сойти с «избранного пути» оказались безуспешными. Однако Джаррах отличался от других угонщиков 11 сентября тем, что продолжал поддерживать более близкие отношения со своей семьёй и девушкой.
В феврале 2000 года, с целью скрыть поездку в Афганистан и не вызвать подозрений, он сообщил об утере своего паспорта и вскоре получил новый. Джаррах бросил обучение в Гамбурге и стал искать лётные школы. Утверждал, что это для осуществления его мечты детства стать пилотом. Друг детства посоветовал ему обучиться пилотированию в США. 26 марта 2000 года подал заявление на прохождение лётной подготовки в городе Венис (округ Сарасота, штат Флорида). Салим Джаррах считает, что его двоюродный брат решил поступить в лётную школу, потому что не хотел тратить время на получение немецкой докторской степени в области авиационной инженерии. 25 мая Джаррах получил в Берлине пятилетнюю визу США B-1/B-2 (туристическую/деловую).

### США
27 июня 2000 года Зияд Джаррах впервые прибыл в США рейсом в международный аэропорт Ньюарк (штат Нью-Джерси). В тот же день он был зачислен во Флоридский центр лётной подготовки (англ. Florida Flight Training Center) в Венисе до 15 января 2001 года, т. к. договорился об обучении там заранее. Марван аш-Шеххи и Мухаммед Атта, прибывшие в США 29 мая и 3 июня соответственно, тоже проходили лётную подготовку в Венисе, но в другом месте отдельно от Джарраха.
Первый тренировочный полёт Джарраха состоялся 28 июня. Его обучала на тот момент 20-летняя девушка по имени Доротея, молодой лётный инструктор из Германии. Они были за штурвалом Cessna 152. Джаррах сам взялся за штурвал, однако в какой-то момент случайно выпустил его и потерял управление, но Доротея смогла сохранить контроль над самолётом. По словам девушки, после этого они с Зиядом стали лучшими друзьями. Доротея вспоминает, что Джаррах всегда приходил на занятия подготовленным. Первые 4 недели уроки длились по 5 часов: 3 часа теории и 2 часа практики. 
В лётной школе Джарраха запомнили, как доброго человека, заслуживающего доверия, который иногда любил выпить пиво. Друзья не замечали в нём проявления религиозности. Лётный инструктор Huffman Aviation (лётная школа в Венисе, которую посещали Атта и аш-Шеххи) Руди Деккерс называл Джарраха и аш-Шеххи хорошими учениками. По словам Деккерса, он однажды сходил с ними в бар, где они разговаривали о дальнейших планах после получения лицензий пилотов. Сумма денег, присылаемая Джарраху родителями, после переезда в США и начала лётных курсов увеличилась до 2000 долларов.
Торстен Бирманн, который жил в одной комнате с Джаррахом в лётной школе в течение первых 6 недель обучения, говорил, что за всё время их проживания вместе он ни разу не видел, чтобы Зияд молился, или чтобы к нему кто-то приходил. Однако он, по словам Бирманна, с нетерпением ждал визитов к своей девушке.
5 августа 2000 года Зияд Джаррах успешно сдал экзамен (83% правильных ответов по теории) и в том же месяце получил лицензию на управление малыми самолётами. После этого приступил к обучению пилотирования больших реактивных лайнеров. Он вылетел в Бейрут, чтобы навестить семью, а затем в Германию, чтобы навестить Айзель Шенгюн. Даже привозил её в США на 10 дней, и она посетила с ним сессию в лётной школе.
В августе пытался записать Рамзи бин аль-Шибха в лётную школу во Флориде. Аль-Шибх должен был проходить лётную подготовку в FFTC вместе с Джаррахом, однако он так и не смог получить визу в США.
В октябре Джаррах навестил в Германии Шенгюн, вместе с которой также посетил Париж, после чего 29 октября вернулся во Флориду. Завершил лётную подготовку в декабре. С 15 по 18 декабря 2000, а затем 8 января 2001 года проходил обучение в компании Aeroservice Aviation в Майами (Флорида) на авиасимуляторах Boeing 727 и 737. Джаррах не подавал заявление на изменение своего иммиграционного статуса с туристического на студенческий, тем самым нарушив миграционное законодательство.

### 2001
В 2001 году Зияд Джаррах, как минимум, два раза навещал Айзель Шенгюн в Бохуме: в феврале и июле. В конце января 2001 года он вылетал в Бейрут и 3 недели провёл с больным отцом, пережившим сердечный приступ, после чего в конце февраля отправился в Германию к своей девушке. После визита к ней, также в конце февраля, вернулся в Соединённые Штаты.
На обратном пути проезжал через Объединённые Арабские Эмираты, где, как изначально сообщалось, 30 января 2001 года был задержан в аэропорту Дубай по просьбе ЦРУ, которое подозревало его в причастности к террористической деятельности. ЦРУ проинформировало власти ОАЭ о прибытии Джарраха из Пакистана, после чего он был задержан. В ходе допроса якобы признался, что был в Афганистане и Пакистане. ЦРУ с тех пор отрицает данный факт, и в отчёте Комиссии 9/11 это не упоминается.

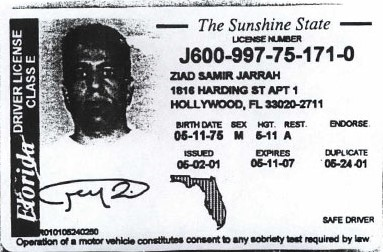
Водительские права Зияда Джарраха, полученные им во Флориде 2 мая 2001 года

2 мая 2001 года Атта и Джаррах получили водительские права в Лодердейл-Лейкс (Флорида). 6 мая Атта, аш-Шеххи и Джаррах записались на двухмесячное посещение фитнес-центра US1 в Дания-Бич, где получили навыки рукопашного боя.
В период с мая по август 2001 года Зияд Джаррах, Марван аш-Шеххи, Наваф аль-Хазми и Хени Хенджор 6 раз приезжали в Лас-Вегас (Мухаммед Атта летом приезжал туда вместе с ними 2 раза). Там мужчины употребляли алкоголь, участвовали в азартных играх и платили стриптизёршам за приватные танцы.
В начале лета 2001 года Джаррах и Хенджор прошли дополнительную лётную подготовку и совершили тренировочные полёты. За несколько дней до испытательного полёта через всю страну Джаррах вылетел из Форт-Лодердейла в Филадельфию, где прошёл обучение в компании Hortman Aviation и получил разрешение на полёт по «Гудзонскому коридору» (вдоль реки Гудзон), проходящему мимо достопримечательностей Нью-Йорка (в том числе Всемирного торгового центра). Интенсивное движение в этом районе может сделать этот маршрут опасным для неопытного пилота. Джаррах смог пролететь по этому маршруту только с инструктором.
7 июня совершал разведывательный полёт в качестве пассажира первого класса на борту Boeing 757 из международного аэропорта Балтимор-Вашингтон в Лос-Анджелес. В том же месяце к Джарраху, который получил квартиру на Бугенвилла-Драйв в Лодердейл-бай-те-Си (Флорида) переехал Ахмед аль-Хазнави, прибывший в США 8 июня. Оба террориста дали владельцу квартиры фотокопии своих немецких паспортов, которые он после терактов передал ФБР. Тогда к Джарраху, аш-Шеххи и Атте, проживавшим в Форт-Лодердейле, переезжали другие угонщики, прибывавшие в США с апреля по июнь 2001 года.
В середине июля 2001 года во время встречи Рамзи бин аль-Шибха и Мухаммеда Атты в Испании между ними состоялся разговор по поводу напряжённых отношений последнего с Зиядом Джаррахом. Согласно отчёту Комиссии 9/11, Рамзи бин аль-Шибх и Халид Шейх Мохаммед (координатор терактов 11 сентября) подтвердили, что Джаррах раздражался из-за власти Атты. Он чувствовал себя отстранённым от принятия решений касательно атак, поскольку, находясь в Соединённых Штатах, чаще всего был предоставлен сам себе из-за того, что не мог тренироваться совместно с аль-Шибхом, который так и не смог получить визу в США. Аль-Шибху приходилось выступать в качестве посредника в общении между Аттой и Джаррахом.
Атту в свою очередь раздражали частые визиты Джарраха к своей семье. Он также жаловался аль-Шибху, что ему трудно дозвониться до него. Атта выражал свои опасения, что Джаррах может отказаться от заговора. Халид Шейх Мохаммед также опасался, что он выйдет из подготовки к терактам на столь позднем этапе и подчеркнул важность урегулирования разногласий между Аттой и Джаррахом. Аль-Шибх убедил его, что они помирятся и уладят конфликты.
20 июля Айзель Шенгюн купила Зияду Джарраху билет в один конец из Майами в Дюссельдорф. 25 июля Атта отвёз его в международный аэропорт Майами (Флорида), откуда он улетел в Германию. Аль-Шибх встретил его в аэропорту Дюссельдорф, но Джаррах сначала решил встретиться с Шенгюн. Тогда, в июле 2001 года, они увиделись в Бохуме в последний раз. Через несколько дней Джаррах всё же встретился с аль-Шибхом, который убедил его не выходить из подготовки к терактам и идти до конца.
Тогда в качестве замены Зияду Джарраху рассматривался Закариас Муссауи. Аль-Шибх получил денежный перевод от Мустафы аль-Хавсави (предполагаемого финансового посредника в организации терактов 11 сентября), после чего почти всю сумму перевёл Муссауи. Тот в свою очередь тренировался на авиасимуляторах, но за 4 недели до атак был арестован за нарушение иммиграционного законодательства США.
Джаррах пропустил свадьбу своей старшей сестры в Бейруте 2 августа, объяснив Айзель Шенгюн и Махмуду Али это тем, что ему нужно было сдать экзамен на получение лицензии пилота. По документам, он получил лицензию на управление одномоторными самолётами 30 июля после более полугода обучения в FFTC.
Джаррах вернулся в Соединённые Штаты 5 августа. 27 августа остановился в отеле Pin-Del в городе Лорел (штат Мэрилэнд). Позже, 1 сентября, в этом же мотеле остановился Наваф аль-Хазми.
В общей сложности Джаррах прибывал в США 7 раз – больше, чем любой другой из угонщиков. В основном он летал в Германию, чтобы навестить Айзель Шенгюн, которой звонил и писал на почту почти каждый день. Его поведение отличалось от других угонщиков, которые полностью оборвали связи с семьями.
С 31 августа по 7 сентября Джаррах и Хазнави проживали в квартире на Mona Loa, 4532 Бугенвилл Драйв в Лодердейле. 6 сентября Джаррах продал свою машину Mitsubishi Eclipse 1990 года выпуска компании Smartway Auto Sales в Лодердейле. В его квартире после терактов, согласно источникам, была обнаружена иммитация кабины пилота, сделанная им из картонных коробок непосредственно перед атаками.
5 сентября Зияд Джаррах и Ахмед аль-Хазнави приобрели билеты на рейс в Ньюарк в компании Passage Tours. Ахмед аль-Нами и Саид аль-Гамди приобрели билеты на рейс туда же в компании Mile High Travel. 7 сентября все четверо угонщиков рейса 93 вылетели из Форт-Лодердейла в аэропорт Ньюарк. Джаррах и Хазнави летели рейсом 1500 авиакомпании Continental Airlines.
С 7 по 9 сентября Джаррах проживал в отеле Marriott в Ньюарке. Он отправлялся в Вашингтон, чтобы встретиться с Аттой и Хенджором. По дороге обратно в Ньюарк, 9 сентября после полуночи, был остановлен на шоссе I-95 между Балтимором (Мэрилэнд) и Уилмингтоном (штат Делавэр) и получил штраф за превышение скорости. В тот же день в последний раз звонил своим родителям. В ходе разговора сообщил о намерениях увидеться с ними на свадьбе кузена 22 сентября.
C 9 по 11 сентября Джаррах вместе с тремя другими угонщиками рейса 93 проживали в отеле Days Inn. в Ньюарке в номерах 725 и 727.
10 сентября Зияд Джаррах написал последнее письмо Айзель Шенгюн, в котором даже строил планы брака с ней. В нём также содержались фразы «Я сделал то, что должен был» и «Ты должна очень гордиться тем, что я делаю, потому что это большая честь для меня, и в результате, ты увидишь, все будут счастливы». В тот же день отправил Шенгюн посылку из города Элизабет (Нью-Джерси), в которую вложил прощальное письмо, прощальную открытку, бортовой журнал пилота, лицензию частного пилота и записки из лётной школы. Посылка не дошла до Шенгюн, т. к. после терактов она вошла в программу по защите свидетелей ФБР и не находилась в своей квартире. Посылка была возвращена в США и изъята ФБР.

### Теракты
Утром 11 сентября 2001 года, за 3 часа до посадки на рейс United Airlines 93, Зияд Джаррах в последний раз позвонил Айзель Шенгюн из своего гостиничного номера, в конце разговора несколько раз сказав, что любит её. В 05:01 позвонил Марвану аш-Шеххи. В ходе разговора, который продлился меньше минуты, они, предположительно, подтвердили, что планы атаки остаются в силе. В аэропорту Ньюарк Зияд Джаррах зарегистрировался без багажа на рейс UA93 в 07:39. В 07:48 прошёл на посадку в самолёт, заняв место 1B в бизнес-классе.
Рейс United Airlines 93 вылетел из аэропорта в 08:42, направившись в Сан-Франциско (должен был вылететь в 8:00, но из-за большой загрузки аэропорта задержка составила 42 минуты). Захват произошёл в 09:28. В это время угонщики ворвались в кабину и напали на пилотов, это услышали авиадиспетчеры Кливленда. Управление лайнером взял на себя Зияд Джаррах.
Согласно звонкам заложников, террористы убили пилотов, одного пассажира и, возможно, одну стюардессу, а также согнали всех заложников в хвостовую часть самолёта. У одного из угонщиков на поясе была коробка, преступники заявили, что там бомба (скорее всего ненастоящая, т. к. на месте крушения самолёта не было обнаружено следов взрывчатых веществ, а угонщики не пытались пронести в самолёт запрещённые вещи). Скорее всего аль-Нами и аль-Хазнави находились в пассажирском салоне, а аль-Гамди, прошедший подготовку на авиасимуляторах, находился в кабине пилотов с Джаррахом и помогал ему управлять самолётом, т. к. последний, судя по записям бортового самописца, называл сообщника Саидом.
В 09:32 Зияд Джаррах, взявший на себя пилотирование, попытался сделать объявление пассажирам захваченного лайнера, но случайно связался с авиадиспетчерской Кливленда:

Дамы и господа, здесь капитан. Пожалуйста, сядьте и оставайтесь на своих местах. У нас на борту бомба. Так что сядьте.Оригинальный текст (англ.)Ladies and gentlemen, here the captain. Please sit down, keep remaining seating. We have a bomb on board. So sit.

В 09:35 Джаррах дал команду автопилоту развернуться и установил курс на восток. В 09:39 сделал второе объявление:

Эй, это капитан. Я хотел бы сказать вам оставаться на местах. Здесь на борту бомба, и мы возвращаемся в аэропорт, и у нас есть требования. Так что, пожалуйста, сохраняйте спокойствие.Оригинальный текст (англ.)Hi, it's a captain. I would like to order you to remain seated. There's a bomb aboard, and we are going back to the airport, and we have our demands. So please remain quiet.

В ходе звонков родственникам пассажиры узнали о терактах во Всемирном торговом центре и Пентагоне и поняли, что их самолёт также захвачен смертниками. Они решили оказать сопротивление террористам и перехватить управление лайнером.
Восстание заложников началось в 09:57. Согласно записям бортового самописца, Джаррах и аль-Гамди услышали звуки борьбы в салоне. Три раза в течение пяти секунд раздавались крики боли или отчаяния от одного из террористов за пределами кабины, что свидетельствовало о том, что на угонщика напали пассажиры. Восставшие заложники стали пробиваться в кабину пилотов, используя развозную тележку для тарана двери. Джаррах стал раскачивать лайнер влево-вправо и вверх-вниз, пытаясь сбить восставших с ног. В 10:01 Джаррах прекратил резкие манёвры и, поняв, что им не удастся долететь до цели атаки, направил самолёт в землю. Комиссия 9/11 считает, что целью террористов было здание Капитолия или Белого дома.

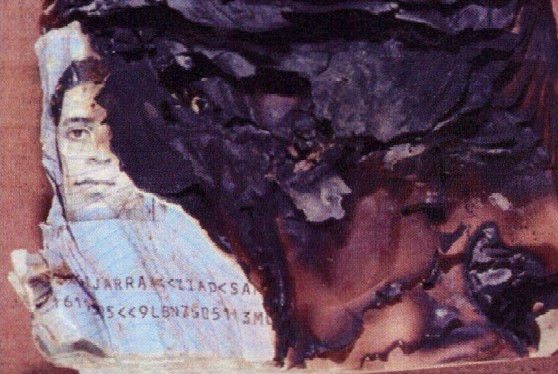
Обгоревший паспорт Зияда Джарраха, найденный на месте крушения рейса 93

В 10:03:11 рейс UA93 (под управлением Зияда Джарраха) на скорости около 563 миль в час (906 км/ч) в перевёрнутом положении под углом пикирования в 40° врезался в землю. Самолёт разбился в поле в 3 километрах от боро Шанксвилл (округ Сомерсет, штат Пенсильвания). Погибли все 44 человека, находившихся на борту, в том числе 4 террориста. На месте крушения был найден паспорт Джарраха. Останки Зияда Джарраха, также как и других угонщиков, были отделены от других погибших методом исключения и переданы ФБР в качестве вещественных доказательств, а в свидетельстве о смерти в качестве причины смерти было указано самоубийство.

## Утверждения о невиновности
Были заявления о возможной непричастности Зияда Джарраха к терактам (в частности от его семьи). Его дядя Джамал Джаррах заявил, что племянник звонил своей семье за 2 дня до атаки и делился планами приехать на свадьбу кузена, даже купил костюм для этого.
Семья Джарраха после терактов заявила, что он был жертвой на борту разбившегося самолёта, а не угонщиком. Его дядя считает, что письмо, написанное Айзель Шенгюн за день до терактов, является фальсификацией с целью опорочить имя его племянника. На это указывает то, что адрес Шенгюн в письме был написан с ошибкой, хотя Зияд прекрасно знал её адрес, поскольку встречался с ней 5 лет.
Сама Шенгюн назвала свой последний разговор с Джаррахом утром перед терактами нормальным и приятным. По её словам, Зияд также никогда не упоминал имён других угонщиков. 13 сентября 2001 года она подала заявление о его пропаже в полицию Бохума. После этого Шенгюн была допрошена в связи с терактами, а её квартиру полицейские обыскали и конфисковали чемодан Джарраха и личные документы. Девушка была изолирована в рамках программы защиты свидетелей. Она не общалась с журналистами, но в разговорах с друзьями и родственниками говорила, что не верит в виновность Джарраха.
Из-за того, что Зияд Джаррах вёл подчёркнуто светский образ жизни и скрывал увлечение радикальным исламизмом, долгое время ставилось под сомнение его участие в терактах, пока не было опубликовано его видеозавещание, записанное в лагере Аль-Каиды вместе с Мухаммедом Аттой.